# Salcott
Salcott lub Salcott-cum-Virley – wieś i civil parish w Anglii, w hrabstwie Essex, w dystrykcie Colchester. Leży 25 km na wschód od miasta Chelmsford i 73 km na północny wschód od Londynu. W 2011 roku civil parish liczyła 317 mieszkańców.